# Mob Rules
A Mob Rules egy heavy metal stílusú album, az angol Black Sabbath együttestől, amelyet 1981-ben adtak ki. Az album a #26. helyezésig jutott. Ez volt a Sabbath első lemeze, amelyen nem Bill Ward hanem Vinny Appice dobolt. Az új doboson kívül ugyanaz a felállás készítette el az albumot, amelyik azelőtt egy évvel a Heaven and Hell-t. Az album 2008-ban ismét megjelent a Rules of Hell nevű három CD-s válogatáslemez tartalmaként. Az album kiadása után egy turnéra indultak, amelyről egy koncertalbum is tanúskodik. A koncertlemez a Live Evil nevet viseli. A turné után Ronnie James Dio és Vinny Appice elhagyták a zenekart, dobosként Bill Ward tért vissza, míg az új énekes Ian Gillan (ex-Deep Purple) érkezett.

## Az album dalai
1. "Turn Up the Night" – 3:42
2. "Voodoo" – 4:32
3. "The Sign of the Southern Cross" – 7:46
4. "E5150" – 2:54
5. "The Mob Rules" – 3:14
6. "Country Girl" – 4:02
7. "Slipping Away" – 3:45
8. "Falling Off the Edge of the World" – 5:02
9. "Over and Over" – 5:28